# طائر الليل الحزين (فلم)
طائر الليل الحزين هو فيلم دراما وجريمة مصري من إنتاج سنة 1977، الفيلم من إخراج يحيى العلمي، وسيناريو وحيد حامد، وإنتاج مخلص شافعي، ومن بطولة نيللي، محمود عبد العزيز، محمود مرسي، عادل أدهم، شويكار، مريم فخر الدين.
يعتبر هذا الفيلم التجربة الأولى سينمائيًا للكاتب والسيناريست الكبير وحيد حامد، انطلق بعدها وأصبح من كبار الكتاب السينمائيين لأربعة عقود.

## قصة الفيلم
تدور أحداث الفيلم حول عادل المسجون والمحكوم عليه بالإعدام في جريمة لم يرتكبها، حيث أنه وقت ارتكاب الجريمة كان بصحبة امرأة لا يعرفها، يهرب من السجن وبمساعدة رئيس النيابة حازم المقتنع ببرائة عادل، يجد المرأة لكنهما يكتشفا أنها زوجة رجل مهم في الدولة شهير جدًا مما يمنعها من الشهادة ببراءة عادل، لتتصاعد الأحداث.

## طاقم التمثيل
- نيللي في دور أماني
- محمود عبد العزيز في دور عادل عزام
- محمود مرسي في دور حازم المغربي
- عادل أدهم في دور طلعت مرجان
- شويكار في دور درية
- مريم فخر الدين في دور محسنة

## تاريخ العرض
تم عرضه للجمهور المصري في 23 مايو 1977.

## روابط خارجية
- مقالات تستعمل روابط فنية بلا صلة مع ويكي بيانات